# Rav Papa
Pour les articles homonymes, voir Papa.
Rav Papa (en hébreu:רב פפא) était un Amora de Babylonie de la cinquième génération.
Il fut l'élève de Rava et de Abaye et dirigea l'école de Neardéha à Naresh, une ville proche de Soura. Il meurt en 375. Ce fut un homme très riche qui avait dix fils. Leur nom est cité lors des siyoum car il est bon de se souvenir de leur mémoire